# Blakliden Fäbodbergets vindkraftpark

Blakliden Fäbodbergets vindkraftpark är en landbaserad vindkraftspark uppförd av Vattenfall i Lycksele och Åsele kommuner. Parken har en toppeffekt på 353 MW och en beräknad årsproduktion om 1,1 TWh/år. Uppförandet påbörjades i maj 2018 och invigdes den 23 maj 2022.

## Beskrivning
Kraftverksprojektet består av 50 vindkraftverk vid Blakliden i Åsele kommun och 34 vindkraftverk vid Fäbodberget i Åsele och Lycksele kommun. Toppeffekten för varje verk är 4,2 MWp, och den sammanlagda toppeffekten är 353 MWp med en beräknad årsproduktion på 1,1 TWh vilket motsvarar en kapacitetsfaktor på cirka 36%. Kraftverken levererades av Vestas och är av typen V136-4.2 som har en rotordiameter på 136 meter, vilket med en tornhöjd på 112 meter ger en total höjd (torn + rotorblad) på 180 meter.
Planeringen för anläggningen pågick under många år, med bland annat vindmätningar sedan 2009. Lagakraftvunnet tillstånd för Blakliden erhölls hösten 2015, och för Fäbodberget hösten 2016. Vissa förberedande arbeten påbörjades i februari 2018 och själva bygget påbörjades i maj 2018. Anläggningen invigdes den 23 maj 2022.
Investeringskostnaden anges till cirka 3,5 miljarder SEK, och 60% av produktionen är redan såld genom ett 20-årigt avtal med Norsk Hydro. Med antagande om 25 års livslängd och en årsproduktion på 1,1 TWh så är investeringskostnaden per producerad kWh cirka 13 öre/kWh. Till detta kommer kostnader för ränta, drift och underhåll.
Kraftverksprojektet anges ge 20 långsiktiga jobb i Åsele kommun, och "den största byggruschen i Åsele kommun på årtionden".
Årsproduktionen 1,1 TWh motsvarar 0,7 % av Sveriges totala elproduktion på 160 TWh (2017), eller cirka 12 % av elproduktionen i Sveriges största kärnkraftsreaktor Oskarshamn 3 (2017: 9,4 TWh).

### Klimatpåverkan
Vattenfalls vindkraftverksamhet är certifierad med livscykelanalys enligt EPD-systemet enligt ISO 14025 senast uppdaterad i januari 2022, där man för Blakliden anger ett utsläpp av växthusgaser för hela livscykeln på 8 gram CO2,eq/kWh. Detta kan jämföras med en sammanställning från 2021 av "Lifecycle GHG emissions in gram CO2eq per kWh" från olika typer av elproduktion som kärnkraft (5–7), kolkondens (750–1100), naturgas (400–500), solceller kisel (20–80), solceller tunnfilm (7–30) och vindkraft (7–23). De angivna spannen återspeglar osäkerheter, men också att rapporten för varje kraftslag redovisar miljöprestanda för ett stort antal anläggningar i många olika länder, som kan påverkas av till exempel skillnader i teknologi och lokala förutsättningar.
Jämförelsen visar att Blakliden-Fäbodberget har låga utsläppsnivåer jämfört med andra vindkraftverk, och att vindkraft generellt släpper ut 30–70 gånger mindre växthusgaser än fossil elproduktion. Jämförelsen visar också att vindkraft har utsläpp i samma storleksordning som för kärnkraft. Vindkraftens utsläpp kommer framförallt från olika moment i uppförande och rivning.
|                          | Min | Max   |
| ------------------------ | --- | ----- |
| Blakliden                | 8   | 8     |
| Vindkraft                | 7   | 23    |
| Solceller (PV), tunnfilm | 7   | 30    |
| Solceller (PV), kisel    | 20  | 80    |
| Fossilgas                | 400 | 500   |
| Kol                      | 750 | 1 100 |